# Heinz Vopel senior
Heinz Vopel (* 5. April 1908 in Dortmund; † 22. Juni 1959 ebenda) war ein deutscher Radrennfahrer.

## Sportliche Laufbahn
Heinz Vopel war Profi-Radrennfahrer von 1931 bis 1953. Er wurde vor allem als kongenialer Partner von Gustav Kilian bei Sechstagerennen bekannt. Insgesamt fuhr Vopel 74 Sechstagerennen und gewann 32 von ihnen, 29 gemeinsam mit Kilian in der Zeit von 1934 bis 1951, in dessen Schatten er allerdings zeitlebens stand. Von seinen 32 Siegen in Sechstagerennen gewann Vopel nur drei nicht mit Kilian, diese drei Rennen gewann er mit Cecil Yates, Jules Audy und Reginald Fielding/Piet van Kempen. Die meisten Siege errang das Duo zwischen 1933 und 1941 in den USA und Kanada, da seit 1934 in Deutschland keine Sechstagerennen mehr stattfanden. Am 16. März 1951 gewannen Kilian/Vopel das Berliner Sechstagerennen im Alter von 43 bzw. 42 Jahren und sind somit das älteste Gespann, das jemals ein Sechstagerennen siegreich beendete.
Vopels Geburtsort in Dortmund lag nur einige hundert Meter von der Stelle entfernt, an der 1924 die erste Westfalenhalle erbaut wurde. Schon als Junge besuchte er so oft es ging Radrennen in seiner Heimatstadt. Mit 14 Jahren hatte er sich ein erstes Rad zusammen gebaut. Ein Jahr später, 1923 trat er dem Verein RV Vehmlinde Dortmund bei. Lange wirkte eine schwere Kinderkrankheit nach, so dass er anfangs ohne größere Erfolge blieb. Langes und hartes Training führten zum ersten Sieg bei der Vereinsmeisterschaft 1926 auf der Straße.  Bald danach wandte er sich konsequent dem Bahnradsport zu.
1931 wurde Heinz Vopel Berufsfahrer. Dem damals 23-jährigen wurde 1931 vom damaligen Veranstalter und Direktor der Dortmunder Westfalenhalle Paul Schwarz (der als Entdecker der Mannschaft Gustav Kilian/Heinz Vopel galt) eine große Zukunft im internationalen Radsport vorausgesagt. Vopel begann seine Spezialdisziplin, das Zweier-Mannschaftsfahren, zunächst mit Cielinski, Willy Korsmeyer, Hans Pützfeld und gelegentlich auch schon mit Gustav Kilian als Partner. Anfang 1934 war es Kilians Vater, der Schwarz (der sich zunächst sperrte) dazu drängte, Vopel mit Kilian dauerhaft zusammen zu spannen. Nachdem sie 1933 beim Sechstagerennen in München Platz zwei belegt hatten und dabei eine überzeugende Leistung boten, wurde ihre Karriere in Deutschland abrupt unterbrochen. Quasi über Nacht wurden keine Sechstagerennen mehr veranstaltet, was für die jungen Berufsfahrer bedeutete, ihre wichtigste Verdienstmöglichkeit zu verlieren. Nachdem sie sich erfolglos an den früheren Rennfahrer Oskar Egg (der als Agent für die amerikanischen Veranstalter in Europa tätig war) gewandt hatten, vermittelten ihnen Piet van Kempen und der amerikanische Promotor Willy Spencer 1934 einen Start beim Sechstagerennen in London. Ihre Fahrweise beeindruckte Spencer sosehr, dass er ihnen spontan einen Vertrag für acht Sechstagerennen in den USA und in Kanada anbot.
Damit begann ihre unvergleichliche Siegesserie bei Sechstagerennen. Kilian/Vopel waren so erfolgreich, dass die amerikanischen Veranstalter Spencer und Chapman Wege suchten, neue Spannungsmomente in die Sechstagerennen in Nordamerika zu bekommen. Ende 1938 wollten beide, ansonsten schärfste Konkurrenten, eine Trennung der Mannschaft Kilian/Vopel durchsetzen, indem sie statt mit der Mannschaft nun mit beiden Fahrern einzelne Verträge abschlossen, um sie mit anderen Rennfahrern starten zu lassen. Vopel und Kilian weigerten sich konsequent, so dass die nächsten Rennen ohne die Deutschen stattfanden. Da das Publikum aber beide am Start sehen wollte, lancierten die Veranstalter Meldungen, dass Kilian/Vopel nach Deutschland abgereist wären. Daraufhin gingen Gustav Kilian und Heinz Vopel im Spätherbst 1939 als Besucher zum Sechstagerennen von New York, wurden natürlich erkannt und gefeiert. Die Veranstalter gaben nach und beide starteten wieder als Mannschaft bei den nächsten Rennen.
Nach Beendigung der Saisonrennen fuhren beide regelmäßig zur Erholung nach Deutschland zurück. Mit zunehmender Zuspitzung der politischen Weltlage mussten Kilian und Vopel zum Teil abenteuerliche Reisewege über die Sowjetunion, China, Japan und Hawaii nehmen, um zu den Rennen in die USA bzw. wieder zurück nach Deutschland zu gelangen. Ihre Popularität in Nordamerika war trotz der angespannten politischen Lage riesig, sie wurden vom Publikum geliebt und mit Spitznamen versehen. Heinz Vopel wurde in Anlehnung an eine bekannte amerikanische Marke „Heinz 57“ gerufen, Kilian war der „Crazy Gus“. Zeitgenössischen Angaben zufolge starteten sie auch nicht in Trikots mit dem Hakenkreuz, sondern fuhren in Trikots ihres Dürkopp-Rennstalles. Das Verbandsorgan Der Deutsche Radfahrer betonte allerdings, dass die Fahrer sich „weigerten, in New York das Rennen in Angriff zu nehmen, weil man schwarzweißrote Fähnchen auf ihrer Box als Nationalfahne befestigt hatte“. Weil sich Kilian-Vopel für „das Ansehen des deutschen Sportes und des Deutschtums eingesetzt“ hätten, wurden die beiden Fahrer im Mai 1938 vom Oberbefehlshaber der deutschen Luftwaffe, Hermann Göring, in der Kanzlei des Führers mit 5000 Reichsmark von der „Wilhelm-Gustloff-Stiftung“ belohnt. Im November 1940 wurden die beiden Fahrer beim Sechstagerennen in Chicago von den Zuschauern ausgebuht, weil sie sich nach ihrem Sieg Armbinden mit einem Hakenkreuz übergestreift hatten.
Während Gustav Kilian vom amerikanischen und kanadischen Publikum für sein Temperament und seine Härte gefeiert wurde, galt Heinz Vopel in Nordamerika als der kühle Stratege der Mannschaft.
Bei Vopels offizieller Verabschiedung vom aktiven Radsport mit einer Ehrenrunde in der Westfalenhalle 1955 (sein letztes Rennen hatte er im Herbst 1954 bestritten) waren viele ehemalige Mitstreiter wie Piet van Kempen oder Willy Falck-Hansen mit dabei, nur sein langjähriger Partner und Freund Gustav Kilian fehlte. Beide hatten sich zuvor nach ihrem letzten gemeinsamen Sieg in Berlin zerstritten. Vopel starb 1959 nach einem Herzinfarkt in seiner Heimatstadt.

## Siege bei Sechstagerennen
1934
- Sechstagerennen Cleveland (II) (mit Gustav Kilian und Werner Miethe)
- Sechstagerennen Minneapolis (mit Piet van Kempen und Reginald Fielding)

1935
- Sechstagerennen Montreal (I) (mit Gustav Kilian)
- Sechstagerennen Montreal (II) (mit Gustav Kilian)
- Sechstagerennen Pittsburgh (II) (mit Gustav Kilian)
- Sechstagerennen Chicago (II) (mit Gustav Kilian)
- Sechstagerennen New York (II) (mit Gustav Kilian)

1936
- Sechstagerennen Milwaukee (mit Gustav Kilian)
- Sechstagerennen New York (I) (mit Gustav Kilian)
- Sechstagerennen Chicago (I) (mit Gustav Kilian)
- Sechstagerennen Montreal (I) (mit Gustav Kilian)
- Sechstagerennen London (mit Gustav Kilian)

1937
- Sechstagerennen Cleveland (mit Gustav Kilian)
- Sechstagerennen Milwaukee (mit Gustav Kilian)
- Sechstagerennen Saint Louis (mit Gustav Kilian)
- Sechstagerennen Indianapolis (mit Gustav Kilian)
- Sechstagerennen Pittsburgh (II) (mit Jules Audy)
- Sechstagerennen Chicago (II) (mit Gustav Kilian)
- Sechstagerennen Buffalo (II) (mit Gustav Kilian)
- Sechstagerennen New York (II) (mit Gustav Kilian)

1938
- Sechstagerennen Cleveland (mit Gustav Kilian)
- Sechstagerennen Chicago (I) (mit Gustav Kilian)
- Sechstagerennen New York (mit Gustav Kilian)
- Sechstagerennen Chicago (II) (mit Gustav Kilian)

1939
- Sechstagerennen Milwaukee (mit Gustav Kilian)
- Sechstagerennen San Francisco (mit Gustav Kilian)

1940
- Sechstagerennen Buffalo (mit Cecil Yates)
- Sechstagerennen Cleveland (mit Gustav Kilian)

1941
- Sechstagerennen Buffalo (mit Cecil Yates)

1950
- Sechstagerennen Hannover (I) (mit Gustav Kilian)
- Sechstagerennen Berlin (I) (mit Gustav Kilian)[11]

## Berufliches
Nach seinem Abschied vom aktiven Sport wurde Vopel zum Bahnfachwart im Bund Deutscher Radfahrer (BDR) gewählt.

## Privates
Vopels Sohn Heinz Vopel junior wurde ebenfalls Radsportler und Berufsfahrer.